# EGLN3
EGLN3‏ (Egl-9 family hypoxia inducible factor 3) هوَ بروتين يُشَفر بواسطة جين EGLN3 في الإنسان.